# La Cité des enfants perdus
Pour l’article homonyme, voir La Cité des enfants perdus (jeu vidéo).
À ne pas confondre avec Le Pays des enfants perdus
Pour plus de détails, voir Fiche technique et Distribution.
La Cité des enfants perdus est un film multinational réalisé par Marc Caro et Jean-Pierre Jeunet et sorti en 1995. C'est le dernier film coréalisé par les deux cinéastes.
La production du film commence en 1993. Le film fait l'ouverture du festival de Cannes 1995 et sort dans les salles en France le 17 mai 1995.

## Synopsis
À une époque indéterminée, au large d'une ville portuaire, le savant Krank vit reclus sur une plate-forme protégée par un champ de mines marines. C'est un vieil homme, un génie issu des expériences génétiques d'un scientifique porté disparu, comme les clones narcoleptiques qui l'entourent et d'autres créatures, toutes ratées.
Krank est dépressif car une tare génétique l’empêche de rêver, et cette souffrance le fait vieillir prématurément. Aussi fait-il appel à une organisation sectaire et criminelle (« Les Cyclopes ») afin d'enlever des enfants dans la ville dans le but de leur dérober leurs rêves. Hélas pour lui, même quand il s’immisce dans les rêves de ces enfants, sous la forme d’un père Noël par exemple, il n’y provoque que des cauchemars.
Dans un sombre quartier portuaire miteux, la Pieuvre sont deux sœurs siamoises aussi cruelles que cupides qui exploitent des orphelins pour chaparder. Parmi leurs « protégés », il y a Miette, une gamine qui a davantage de jugeote que les autres orphelins chenapans. Au cours d'un de ses larcins, elle croise One, un costaud de foire qui a vu son petit frère enlevé par les redoutables Cyclopes. One et Miette sympathisent et s'allient pour tenter de sauver ce petit frère. Leur quête, mêlée d'embûches, va les mener vers la plate-forme sur laquelle ils devront affronter Krank.

## Fiche technique
Sauf indication contraire, les informations mentionnées dans cette section peuvent être confirmées par la base de données cinématographiques IMDb,  présente dans la section « Liens externes ».
- Titre original et québécois : La Cité des enfants perdus[2]
- Titre international : The City of Lost Children
- Réalisation : Marc Caro et Jean-Pierre Jeunet
- Scénario : Marc Caro, Jean-Pierre Jeunet et Gilles Adrien, avec les dialogues de Gilles Adrien, Guillaume Laurant et Jean-Pierre Jeunet
- Musique : Angelo Badalamenti
- Direction artistique : Jean Rabasse
- Décors : Jean Rabasse, Marc Caro, Aline Bonetto, Marie-Laure Valla, Georges Mougine et Denis Ozenne
- Costumes : Jean-Paul Gaultier
- Photographie : Darius Khondji
- Son : Vincent Arnardi, Thierry Lebon, Michel Monier, Jean-Pierre Halbwachs
- Montage : Hervé Schneid
- Production : Claudie Ossard, Félicie Dutertre, María Victoria Hebrero, José Luis López, Arlette Mas et François Rabes
  - Coproduction : Elías Querejeta
  - Assistante de production : Svetlana Novak

- Sociétés de production[3] :

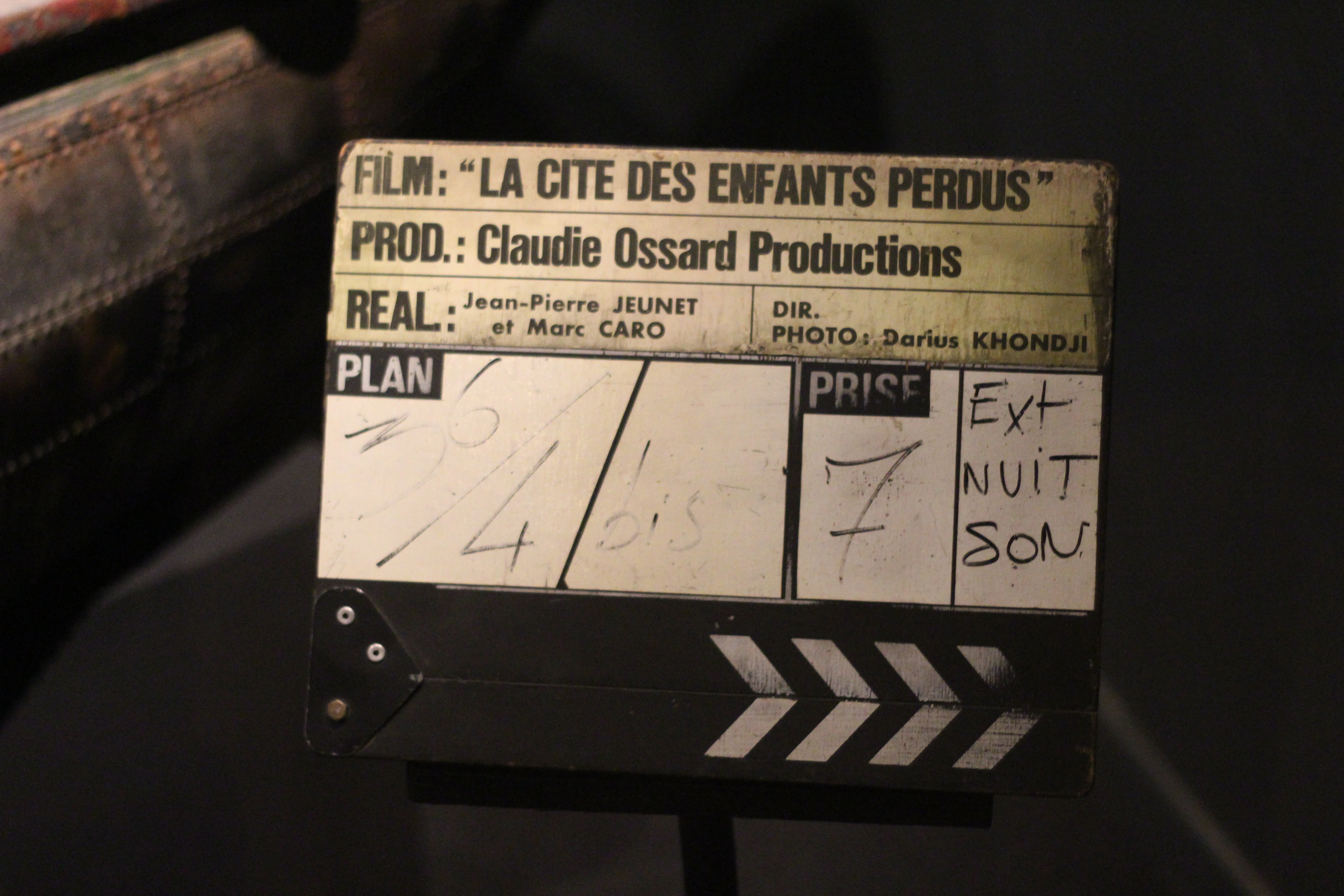
Clap du film.

  - France : Constellation, Lumière Pictures, Le Studio Canal+, France 3 Cinéma, avec la participation du CNC, de Cofimage 4, de Cofimage 5 et du Studio Image Canal, avec le soutien de la Société des Producteurs de Cinéma et de Télévision, en collaboration avec le Club d'Investissement Média
  - Allemagne : Tele München Fernseh Produktionsgesellschaft (TMG)
  - Espagne : Elías Querejeta Producciones Cinematográficas
  - Europe : avec le soutien des Fonds Eurimages du Conseil de l'Europe, en collaboration avec du programme MEDIA de l'Union Européenne
- Sociétés de distribution : 
  - France : UGC
  - Allemagne : Concorde-Castle Rock/Turner
  - États-Unis : Sony Pictures Classics
  - Suisse romande : Monopole-Pathé
- Budget : 13 720 000 €[4]
- Pays de production :  France,  Allemagne,  Espagne,  Belgique,  États-Unis
- Langues originales : français, cantonais
- Format[5] : couleur - 35 mm - 1,85:1 (Panavision) - son DTS | Dolby SR
- Genre : aventures, drame, fantastique, science-fiction
- Durée : 112 minutes
- Dates de sortie[2] :
  - France : 17 mai 1995 (film d'ouverture au festival de Cannes et sortie nationale simultanée)[6],[7]
  - Suisse romande : 19 mai 1995
  - Espagne : 11 août 1995
  - Allemagne : 17 août 1995
  - États-Unis : 15 décembre 1995
- Classification[8] :
  - France: tous publics[9]
  - Allemagne : interdit aux moins de 12 ans (FSK 12)
  - Espagne : déconseillé aux enfants de moins de 13 ans[10]
  - Belgique : tous publics (Alle Leeftijden)[11]
  - États-Unis : interdit aux moins de 17 ans (R – Restricted)[Note 1]

## Distribution
- Ron Perlman : One
- Daniel Emilfork : Krank
- Judith Vittet : Miette

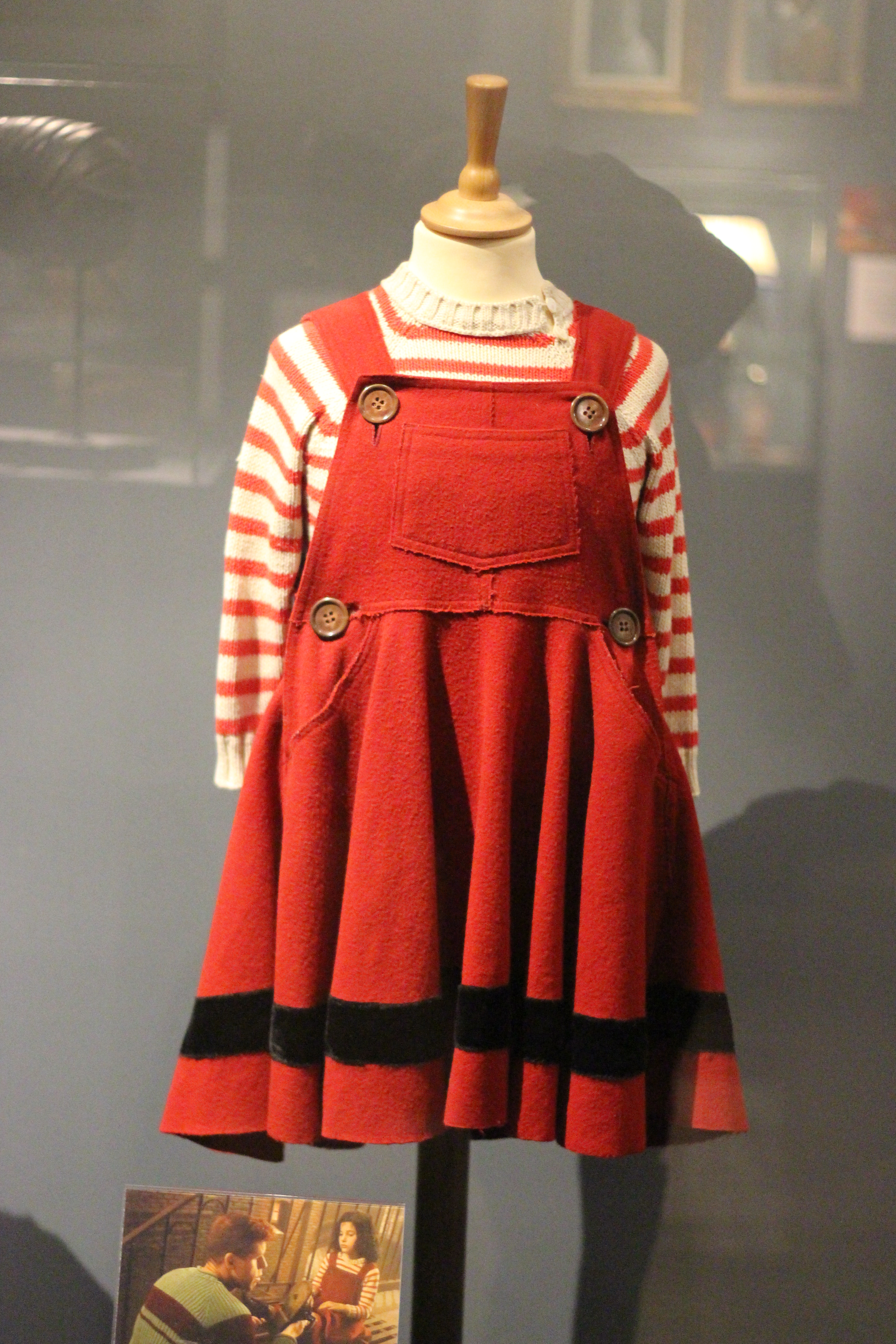
Costume de Miette.

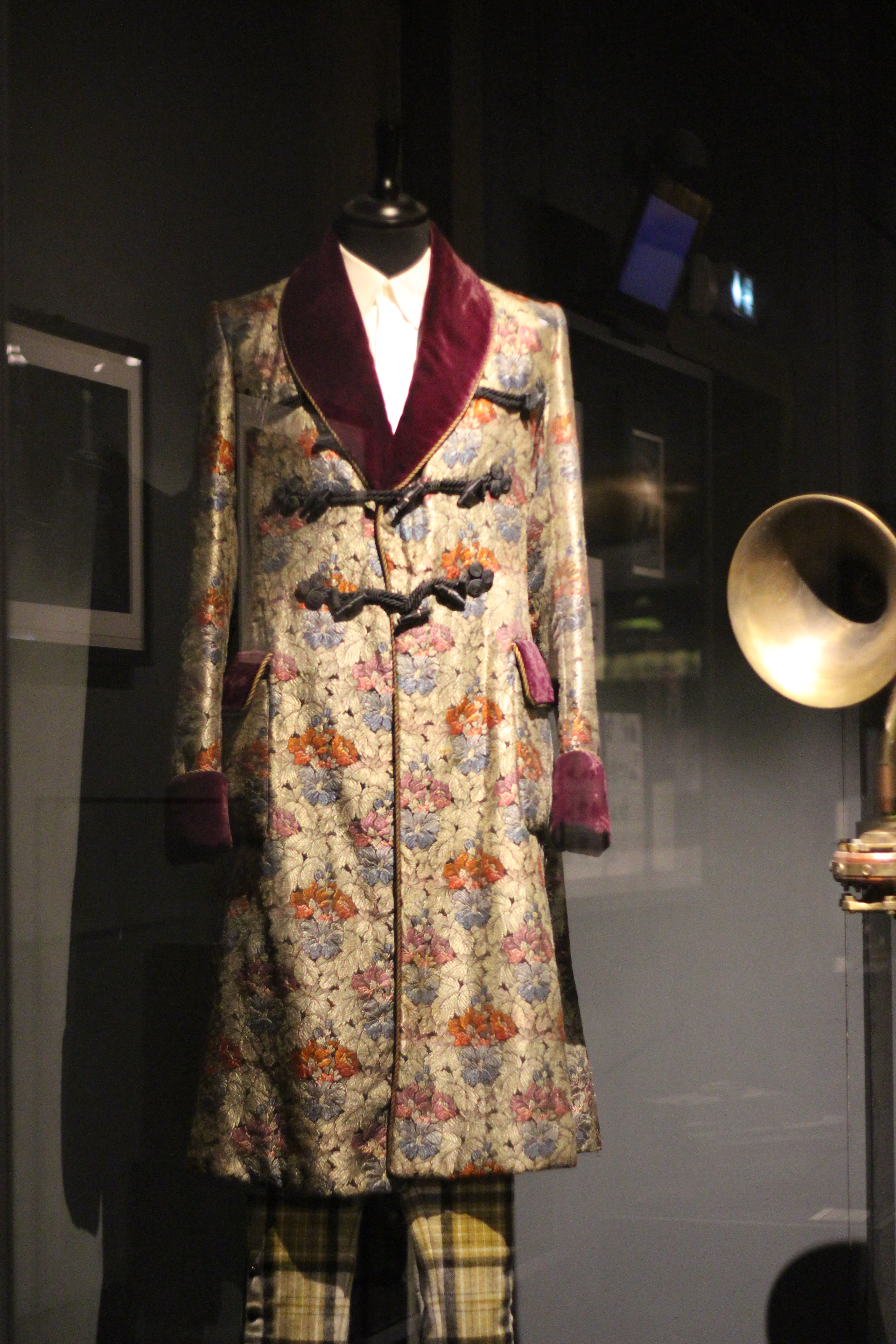
Costume de Krank.

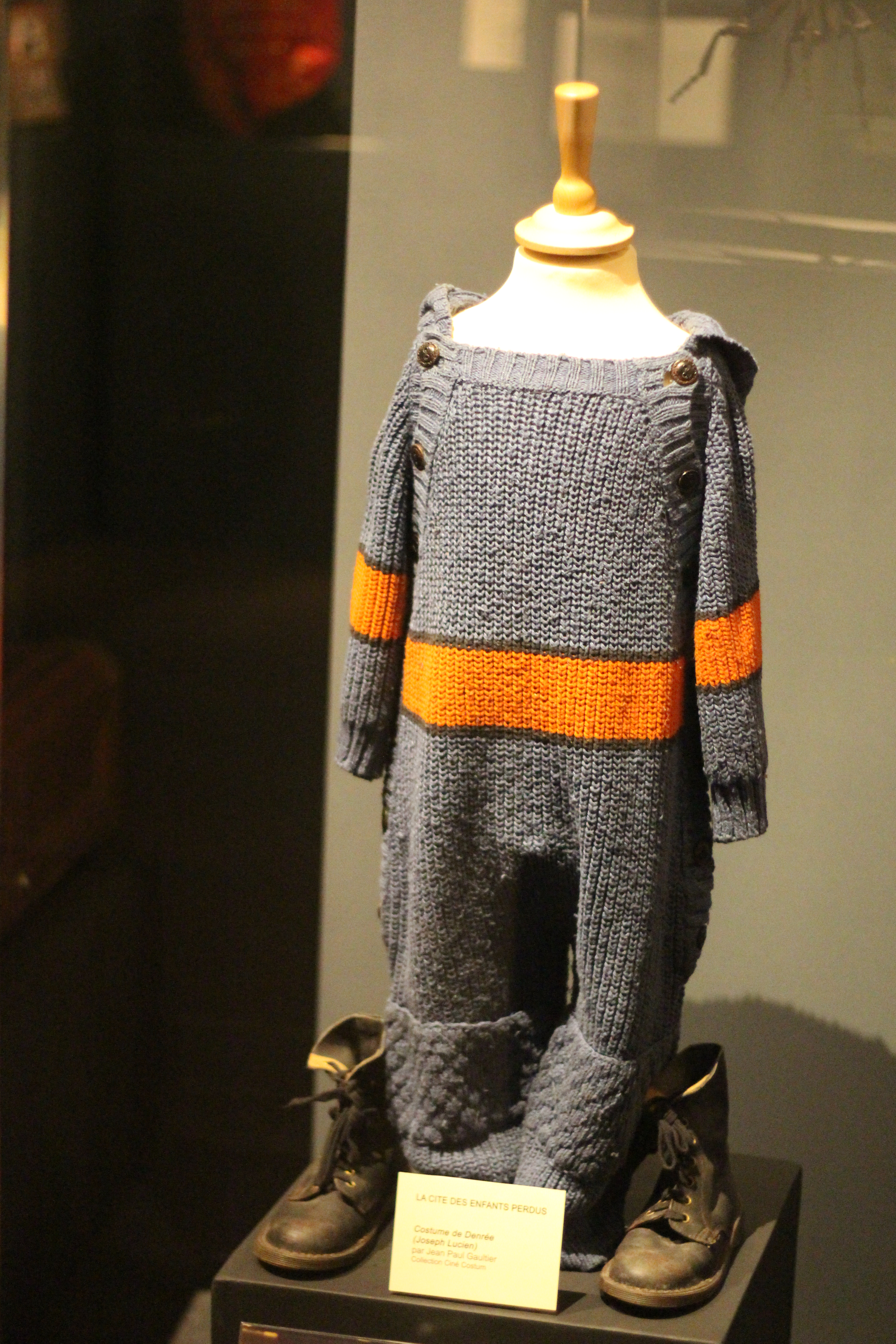
Costume de Denrée.

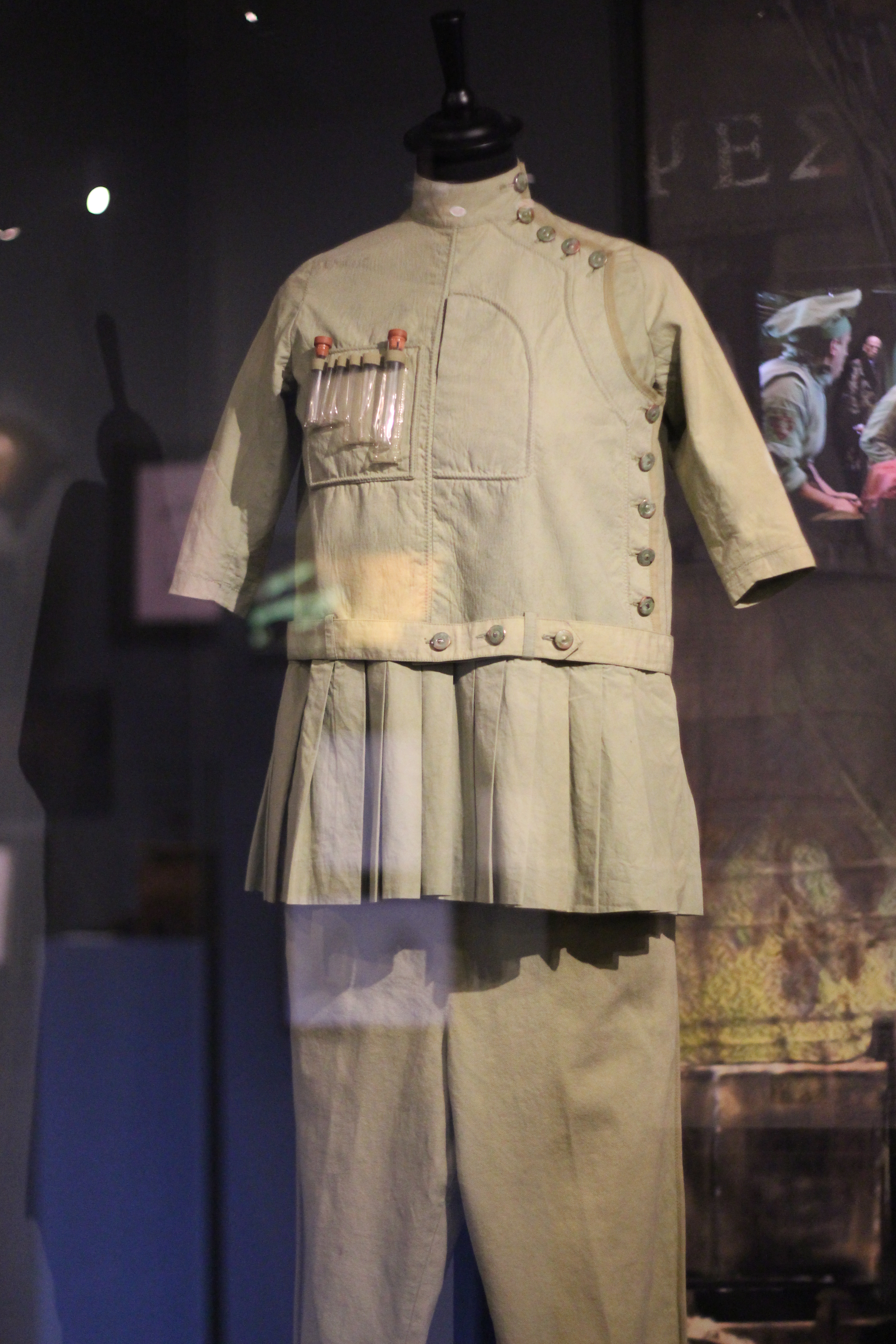
Costume d'un clone.

- Dominique Pinon : les clones / le scaphandrier
- Jean-Claude Dreyfus : Marcello
- Geneviève Brunet, Odile Mallet : Zette et Line, la « pieuvre »
- Mireille Mossé : Mademoiselle Bismuth
- Rufus : la Pelade
- Jean-Louis Trintignant : Irvin (voix)
- Ticky Holgado : le vieux saltimbanque
- François Hadji-Lazaro : le cyclope tueur
- Serge Merlin : Gabriel Marie, le chef des cyclopes
- Joseph Lucien : Denrée
- Mapi Galán : Lune
- Briac Barthélémy : Bouteille
- Pierre-Quentin Faesch : Pipo
- Alexis Pivot : Têtard
- Léo Rubion : Jeannot
- Valentin Simonet : un enfant
- Guillaume Billod-Morel : un enfant
- Dominique Bettenfeld : Bogdan
- Lotfi Yahya Jedidi : Melchior
- Thierry Gibault : Brutus
- Marc Caro : Frère Ange-Joseph
- Ham-Chau Luong : Tatoueur
- Bezak : Barreur
- Hong Maï Thomas : la femme du tatoueur
- Frankie Pain : Barmaid
- René Pivot : Glazier
- Daniel Adric : un cyclope
- Christophe Salengro : un soldat
- René Marquant : le capitaine
- Dominique Chevalier : le garde embrouillé
- Cris Huerta : le père
- Lorella Cravotta : sa femme
- Michel Smolianoff : le vagabond réveillé
- Eric Houzelot : un soldat
- Lili Cognart : la gagnante
- Angélique Philibert : Stripper
- Marie Piémontèse : Stripper
- Antoinette Dias : Stripper
- Zak Russomanno : Stripper
- Djamila Bouda : Stripper
- Philippe Beautier : clone
- Lauren Geoffroy : Stripper
- Marc Amyot : clone #2
- Jean-Philippe Labadie : clone
- Cyril Aubin : clone #4
- Raphaèle Bouchard : Miette
- Bruno Journée : clone #5
- Jérémie Freund : Krank, à 12 ans
- Babeth Étienne : Miette, à 37 ans
- Joris Geneste : Krank, à 36 ans
- Rachel Boulenger : Miette, à 43 ans
- Michel Motu : Krank, à 45 ans
- Nane Germon : Miette, à 82 ans
- Mathieu Kassovitz : un spectateur de la démonstration de force de One

## Production

### Genèse et développement
L'idée du film a été imaginée plus de 14 ans avant le lancement officiel du projet. Après le succès de leur précédent film Delicatessen (1991), Marc Caro et Jean-Pierre Jeunet se voient allouer un important budget pour un film français (90 millions de francs), qui sera principalement utilisé pour dans les effets spéciaux.

### Attribution des rôles
Ron Perlman, ne parlant pas le français, a dû apprendre et réciter phonétiquement ses dialogues.
Dominique Pinon, acteur fétiche du réalisateur Jean-Pierre Jeunet, joue ici plusieurs personnages : le savant fou généticien, qui devient ensuite le scaphandrier amnésique, et les clones de la plate-forme.
Il s'agit du dernier film tourné par Nane Germon, avant son décès en 2001.

### Tournage
Le tournage du film a duré cinq mois aux studios d'Arpajon.
Outre des effets spéciaux classiques, le film emploie des effets spéciaux novateurs pour l'époque, comme l'animation en images de synthèse de puces, de fumée ou d'une goutte de larme. Ils sont réalisés notamment par les sociétés Buf Compagnie et Duran Duboi.
Plusieurs incidents impliquant les animaux surviennent durant le tournage : Ron Perlman est mordu par le chien avec la poulie et Judith Vittet par la souris avec l'aimant.

## Musique
La musique du film est composée par Angelo Badalamenti. Il a notamment écrit la chanson générique de fin Who Will Take My Dreams Away, chantée par Marianne Faithfull, qui sert de leitmotiv musical durant le film.

## Accueil
Alors que Delicatessen avait été plutôt bien accueilli sur le sol américain, La Cité des enfants perdus est un échec critique et commercial aux États-Unis. Les critiques sont globalement mitigées (notamment le style jugé trop baroque) et il n'enregistre que 1,5 million de dollars au box-office. Caro et Jeunet se voient tout de même proposer de mettre en scène le quatrième volet de la franchise Alien. Le premier n'y participera que brièvement, alors que Jean-Pierre Jeunet réalisera le long métrage.

## Distinctions
Entre 1995 et 2016, La Cité des enfants perdus est sélectionné 25 fois dans diverses catégories et a remporté 5 récompenses,.

### Récompenses
- César 1996 : César des meilleurs décors pour Jean Rabasse
- Éditeurs de sons de films 1996 :
  - Prix de la bobine d'or du meilleur montage sonore dans un film en langue étrangère pour Vincent Arnardi, Pierre Excoffier et Laurent Kossayan.
- Prix 20/20 (20/20 Awards) 2016 :
  - Felix du meilleur film en langue étrangère,
  - Felix de la meilleure photographie pour Darius Khondji,
  - Felix des meilleurs costumes pour Jean-Paul Gaultier.

### Sélections et nominations
- Festival de Cannes 1995[16] : Sélection officielle, en compétition, film d'ouverture
- Festival international du film de Stockholm 1995 : Cheval de bronze.
- Académie des films de science-fiction, fantastique et d'horreur - Prix Saturn 1996 :
  - Meilleur film d'horreur,
  - Meilleur jeune actrice pour Judith Vittet,
  - Meilleurs costumes pour Jean-Paul Gaultier.
- Association des critiques de cinéma de Chicago 1996 : Meilleur film en langue étrangère.
- César 1996[15],[16] :
  - Meilleure musique originale pour Angelo Badalamenti,
  - Meilleure photographie pour Darius Khondji,
  - Meilleurs costumes pour Jean-Paul Gaultier.
- Esprit du film indépendant 1996 : Meilleur film étranger pour Marc Caro et Jean-Pierre Jeunet.
- Prix Goya 1996 : Meilleurs effets spéciaux pour Yves Domenjoud, Jean-Baptiste Bonetto, Olivier Gleyze et Jean-Christophe Spadaccini.
- Association turque des critiques de cinéma (Turkish Film Critics Association (SIYAD) Awards) 1997 : Meilleur film étranger (12ème place).
- Prix 20/20 (20/20 Awards) 2016 :
  - Meilleurs effets visuels,
  - Meilleur réalisateur pour Marc Caro et Jean-Pierre Jeunet.

## Autour du film
- Krank en allemand signifie littéralement « malade ».

## Produits dérivés
Le film est adapté en jeu vidéo par Psygnosis, également intitulé La Cité des enfants perdus, disponible sur PlayStation et PC au début de l'année 1997.

## Postérité
Le film a notamment inspiré les jeux vidéos BioShock et Fallout,.